# Staryje steny
Staryje steny (russisk: Старые стены) er en sovjetisk spillefilm fra 1973 af Viktor Tregubovitj.

## Medvirkende
- Ljudmila Gurtjenko som Anna Smirnova
- Armen Dzhigarkhanyan som Volodja
- Jevgenija Sabelnikova som Irina
- Vera Kuznetsova
- Jevgenij Kindinov som Pavlik